# Sint-Jan-de-Doperkerk (Wellen)
De Sint-Jan-de-Doperkerk in Wellen, een gemeente in de Belgische provincie Limburg, is een kerk toegewijd aan Johannes de Doper.
De oorspronkelijke romaanse kerk werd in de 12e eeuw gebouwd. Brandstichting door manschappen van Jehannot-le-Bâtard verwoestten de kerk in 1490; enkel de toren bleef overeind.
Herstelling en wederopbouw gebeurde in gotische stijl. De romaanse kerktoren met kleine rondboogvensters diende in de loop van de jaren ook als schuilplaats. Haar muren zijn 1,80 m dik. Natuurstenen van allerlei aard werden gebruikt bij de bouw. Ze zijn afkomstig uit de 4,5 km lange ommuring uit de 2e eeuw van de naburige stad Tongeren. 
De kerk is sinds 1936 een beschermd monument.

## Interieur
Opvallend in de kerk is het oksaal in laat-renaissancestijl.
De kerk bezit een aantal gepolychromeerde houten beelden uit de eerste helft van de 16e eeuw. Er is een 18e-eeuws schilderij van de Heilige Landrada met engelen. Er zijn twee eikenhouten biechtstoelen uit 1766 in Lodewijk XIV-stijl.
Op de begraafplaats vindt men een aantal 17e- en 18e-eeuwse grafkruisen.

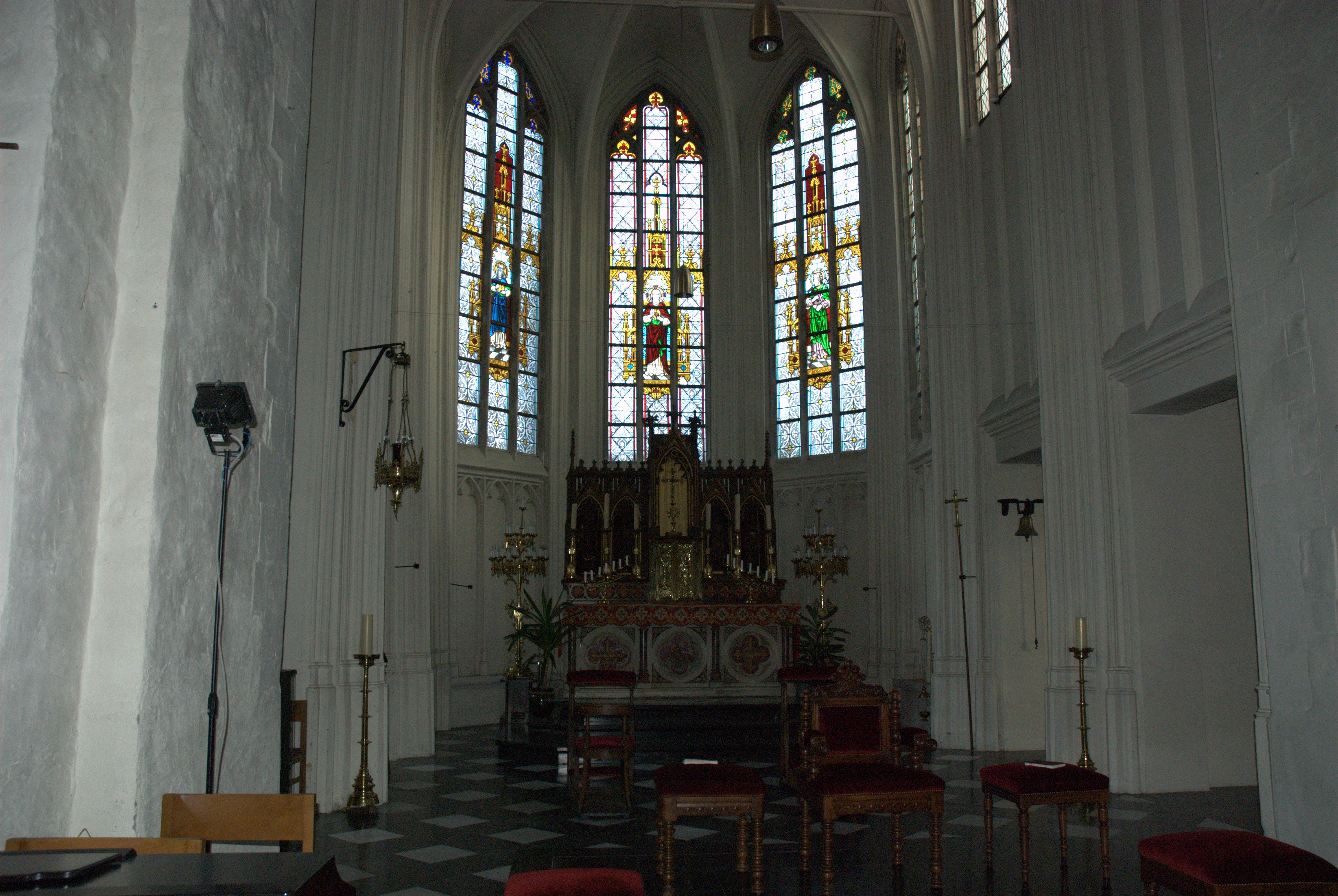
De Sint-Jan-de-Doperkerk
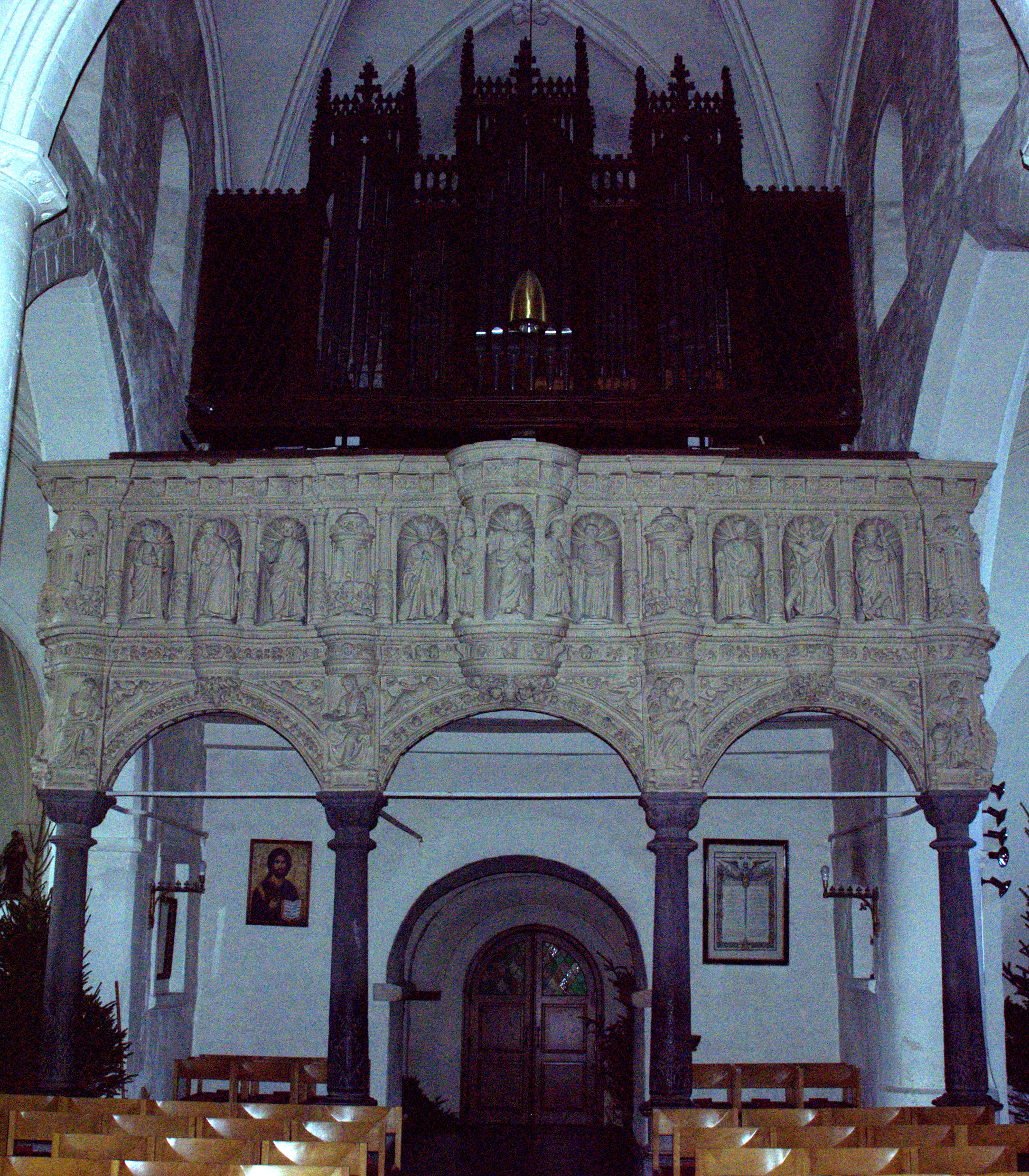
Het renaissanceoksaal